# Бекман, Фёдор Фёдорович (архитектор)
Фридрих-Христиан Бекман (в русских текстах Фёдор Фёдорович, 1821—1881) — архитектор, автор ряда зданий в Петербурге.

## Биография
Подданный Мекленбурга. Учился в Императорской Академии художеств. Академия художеств удостоила Бекмана званием неклассного художника (1851) за «проект частного дома для отдачи в наём». Архитектор Технологического института (с 1852).

## Проекты и постройки
- Здания химической лаборатории и литейной мастерской при Технологическом институте Московский проспект, 26 (двор) — Загородный проспект, 49 (1852—1854);
- Доходный дом (угловая часть). Набережная реки Фонтанки, 157 — Климов переулок, 8 (1858)[2];
- Боковые крылья главного корпуса и церковь Технологического института. Загородный проспект, 49А1 (1859—1862)[3];
- Доходный дом — Дом Брунста (изменение фасада). Улица Декабристов, 4 (1865)[4];
- Особняк Кемелова. Улица Александра Блока, 3 (1875)[5];
- Комплекс зданий Депо образцовых мер и весов (включение существовавшего дома). Московский проспект, 19 (1875—1879);
- Здание студенческой столовой при Технологическом институте. Московский проспект, 26 (1879—1880).